# Jaruwat Saensuk
Jaruwat Saensuk, född 21 maj 1996, är en thailändsk roddare.
Saensuk tävlade för Thailand vid olympiska sommarspelen 2016 i Rio de Janeiro, där han slutade på 26:e plats i singelsculler.